# Linköpings slott
Linköpings slott är en slottsbyggnad i Linköping, Östergötland. Slottet är Sveriges äldsta bevarade profana byggnad med delar från 1100-talet, vilka är inbyggda i slottets västra länga. Slottet ligger högt beläget mittemot Linköpings domkyrka. Trakten kring Linköping var säte för den Sverkerska ätten under tidig medeltid och centrum för kloster och kyrkobyggande i Sverige och slottet uppfördes ursprungligen som en biskopsgård 1149. Den siste katolske biskopen som bodde på slottet var Hans Brask. 1527 flyr han kung Gustav Vasa som i samband med reformationen tar över biskopens alla gårdar och förvandlar borgen till ett kungligt slott. Kung Gustav Vasa gästar länet och Linköping flertal gånger och bor då på sitt slott i centrala Linköping. På slottet hölls rättegången efter Slaget vid Stångebro som ledde fram till Linköpings blodbad den 20 mars år 1600 då fem personer blev avrättade på Stora torget. Under sent 1700-tal renoveras slottet till en bostad för länets landshövding vilket det är än idag. 1795 är slottet residens för Landshövdingen i Östergötlands län, som därmed även är Ståthållare på Linköpings slott och då ingår i de Icke tjänstgörande hovstaterna vid Kungliga hovet. I den vackra residensvåningen finns Estelle-salongen med handmålade väggar. Prinsessan Estelle är sedan 2012 hertiginna av Östergötland.   
På Linköpings slotts-och domkyrkomuseum finns en digitalisering av slottets historia. Genom ett knapptryck kan man resa 900 år i tiden och ta del av slottets förvandling från biskopsborg och kungligt slott till landshövdingeresidens.   
Linköpings slott är statligt byggnadsminne sedan 25 januari 1935.

## Slottets historia

### Sverkerska ätten och biskopsgården
Linköping blev stift i slutet på 1000-talet eller tidigt 1100-tal och huset i Linköping blev biskop Gisles biskopsgård och byggdes samtidigt som Linköpings domkyrkas äldsta delar (påbörjad runt 1120 och färdigbyggd runt 1160). I påven Alexander III:s skyddsbrev till biskop Kol 1178, nämns sexton gods, bland annat Linköpings gård som ett "mansio", dvs. ett ståtligt byggverk med dåtidens mått. De äldsta delarna är inbyggda i nuvarande slottets västra länga och består av en liten kalkstenskällare och en representationsbyggnad av kalksten i två våningar från 1100-talets första hälft. Den ursprungliga gården påminner mycket om biskopsgården i Trondheim från 1600-talet.
Under tidig medeltid byggdes många kyrkor och kloster i Götaland till skillnad mot det mer konservativa Svealand och Uppland. Kung Sverker den äldre inrättade tillsammans med ärkebiskop Eskil i Lund Sveriges första cistercienskloster i Alvastra år 1143. Konkurrensen mellan götar och svear gjorde att man inte kunde enas om ett ärkestift i Sverige. Därför stannade påvens sändebud i Lund, som var kyrkoprovinsen Sverige-Danmarks huvudsäte, vid kardinalsbesöket år 1153. Då lär Linköping ha varit föreslaget som ärkebiskopssäte för blivande kyrkoprovinsen Sverige. Men det blev Uppsala som upphöjdes till ärkestift 1164 och Linköping fick rangplats som stift nummer två och omfattade Östergötland, större delen av Småland samt Öland och Gotland.
Gården byggdes ut till en biskopsborg av Birger jarls son, Bengt Birgersson, som var hertig av Finland och blev biskop år 1286. Utbyggnaden bestod bland annat av ett krenelerat torn i nordöst och för första gången användes tegel som byggmaterial. Biskop Bengt gav också staden Bjälboättens lejon som stadsvapen. På 1400-talet revs delar av tornet och ersattes av den västra huslängan med trappstegsgavel och gården fick en ringmur. Mäster Adam van Düren som byggde koret i domkyrkan dekorerade också borgens västra fasad i slutet på 1400-talet.
På 1470-talet bildades Linköpings län med slottet som centrum.

### Reformationen och renässansslott

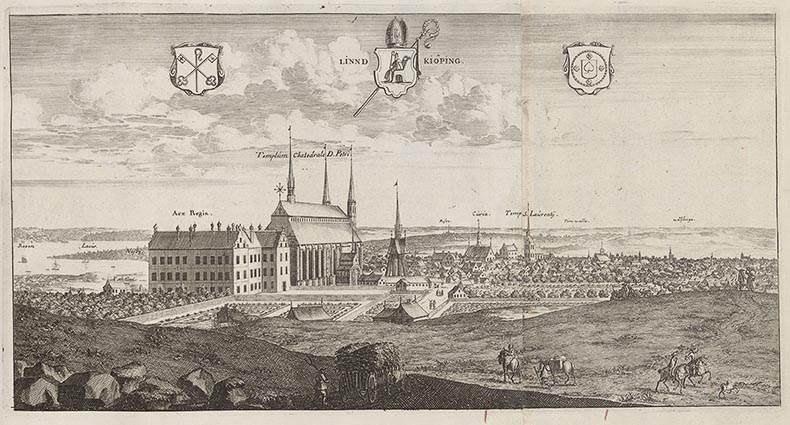
Linköping på 1690-talet; här syns slottet före ombyggnaden med praktgavlar och med överdrivna dimensioner jämfört med omgivningen. Ur Suecia antiqua et hodierna.

Hans Brask, som var Linköpings siste romersk-katolske biskop (1513–1527), var Kristian II:s starke man i Sverige mot Sturepartiet och högadeln. Han spelade en framträdande roll under Stockholms blodbad och kämpade mot den protestantiska reformationen av kyrkan. Efter Gustav Vasas seger över kung Kristian och indragning av gods till kronan flydde biskop Brask till Danzig och biskopsborgen gjordes om till kungligt slott 1527. Kung Gustav lät bygga ihop den västra längan och satte in stora renässansglasfönster på övervåningen.
På 1570-talet lät Johan III bygga ut slottet genom arkitekten Arendt de Roy med en ny trevåningsflygel utmed södra ringmuren, han byggde också på den västra längan med en våning. Hela slottet var då vitt med röda bårder runt dörrar och en del fönster. Under hertig Karls tid, i slutet på 1500-talet, byggdes slottet om till renässansslott med praktgavlar, trapptorn och trumpetargångar på den östra muren. 

#### Linköpings blodbad
Efter slaget vid Stångebro 1598 då Johans son Sigismund blev besegrad av hertig Karl höll hertigen de riksråd som motsatte sig honom fångna på slottet. De anklagades för förräderi och att stå på kung Sigismunds sida. Hertigen som själv var part i målet agerade åklagare och den summariska rättegången som hölls i slottets rikssal år 1600, har kallats Sveriges största rättsskandal. Flera historiker menar numera att riksråden Erik Sparre, Gustav och Sten Banér samt Ture Bielke inte blev avrättade på Stora torget eller Järntorget nere i staden som tidigare har hävdats, utan att Linköpings blodbad verkligen ägde rum på slottets borggård.

### Klassicism och ombyggnad

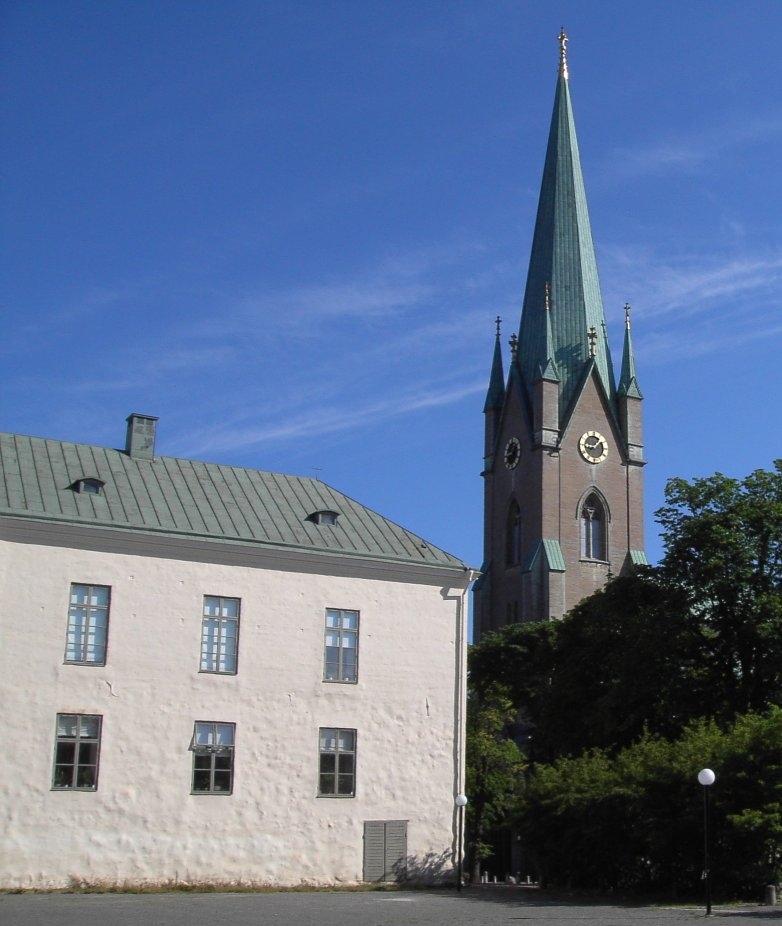
Linköpings slott och domkyrkan från yttre borggården.

Stora delar av Linköping brann ner år 1700, bland annat rådhuset, men slottet och domkyrkan klarade sig. Vid det här laget var slottet övergivet och förfallet och togs i bruk som stadsarrest. De östra delarna av slottets flyglar gjordes om till fängelse.
1796 började man förvandla byggnaden till en stram ämbetsbyggnad för Linköpings landshövdingar i klassicistisk stil genom att riva praktgavlarna, göra en ny klassicistisk portal och fasaden rappades i gul färg, som var tidens ideal. På 1880-talet rådde en historieromantisk trend och arbetade för att återskapa byggnaden som ett historiskt renässansslott med loftgång och praktgavlar. Men på 1930-talet blåste nyklassicistiska vindar och man tog bort 1800-talets renässansdekorationer. Nu stramades slottet upp för att återfå sitt avskalade utseende från den nyklassiska ombyggnaden kring 1800, vilket fortfarande utgör slottets utseende.

## Slottet idag

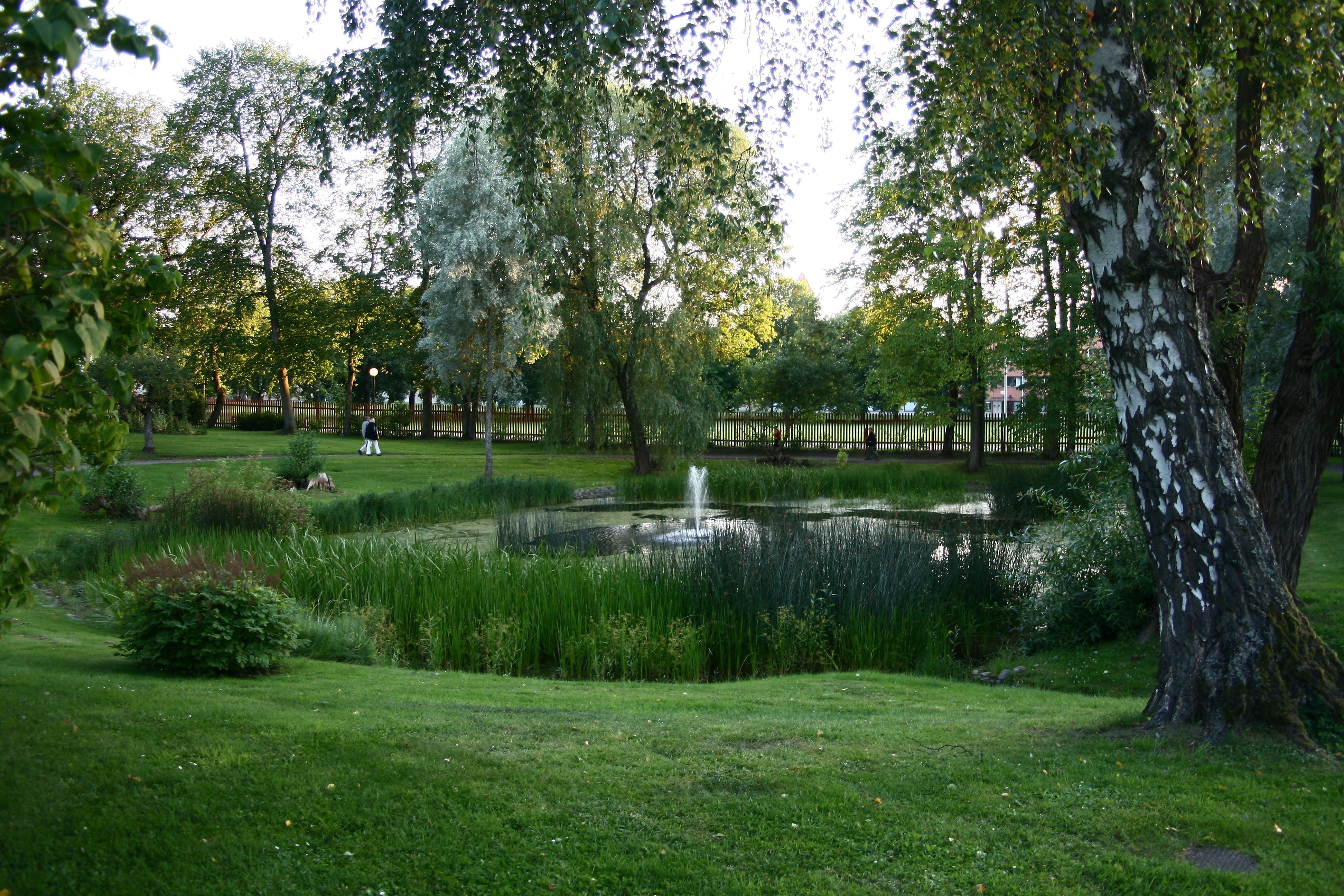
Slottsträdgården. Bortom spjälstaketet syns den öppna slottsparken och länsstyrelsens byggnad.

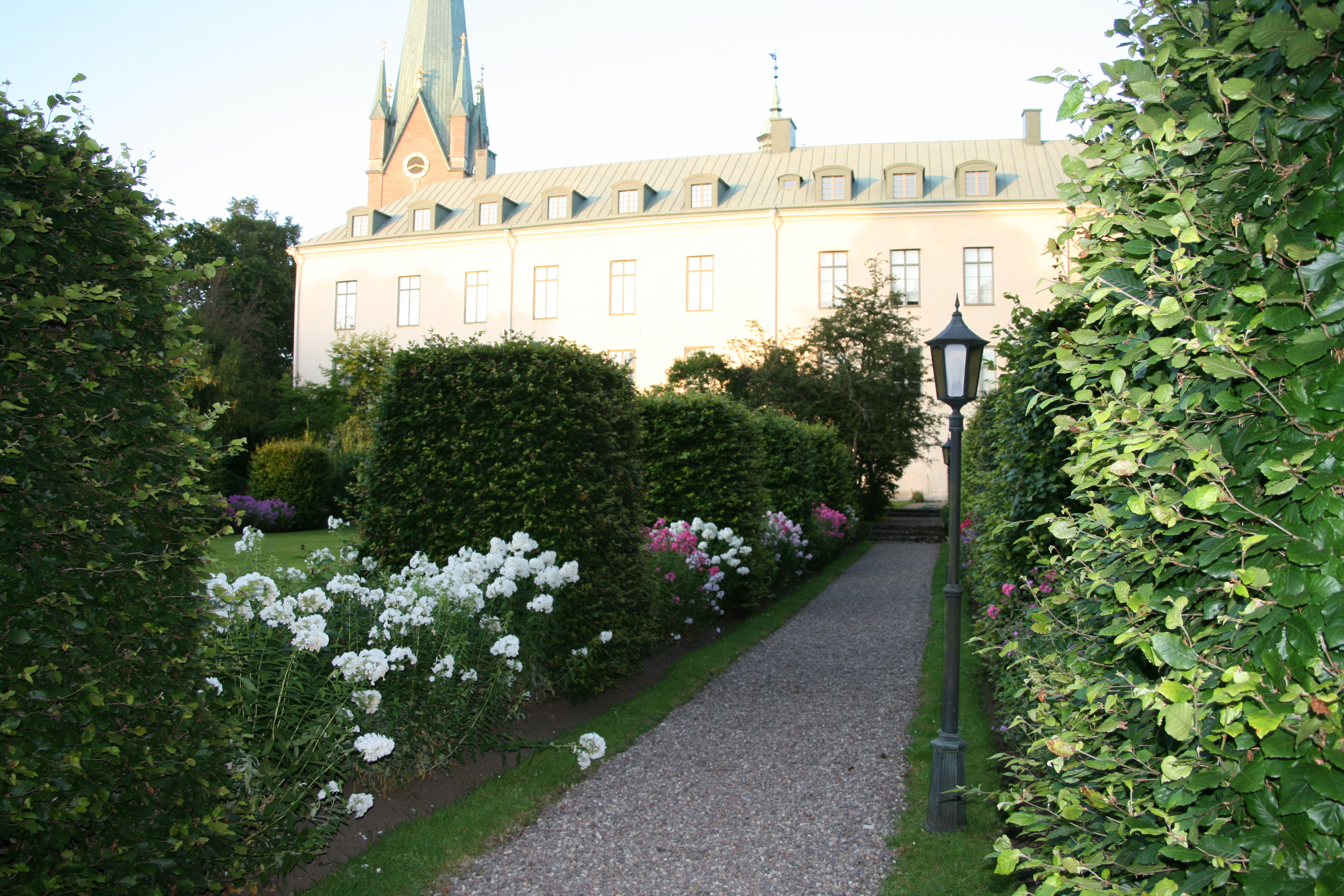
Slottsträdgården med slottets västra fasad i fonden.

1995 började Statens Fastighetsverk att renovera fasaden och man upptäckte att de äldsta delarna inte var från 1200-talet som man tidigare hade trott, utan från biskop Gisles gård på 1100-talet, vilket gör slottet till Sveriges äldsta bevarade profana byggnad. Man har markerat spår från de äldre byggnadsverken, fönster och prång i den västra fasaden som en karta på slottets historia. Slottets inredning präglas mest av renoveringen till landshövdingsresidens från 1796, men det finns fortfarande lämningar av renässansslottet kvar, som exempelvis en spis i rikssalen och ett par dekorerade tak.
Norra flygeln är idag ombyggd för Linköpings Slotts- och Domkyrkomuseum, invigt år 2000, och södra flygeln innehåller kontor. I slottet finns  landshövdingens representationsvåning och privata bostad. Slottsträdgården är anlagd av Rudolf Abelin åren 1905–06 och har tidigare använts som handelsträdgård. Trädgården är inte öppen för allmänheten, men avgränsas från slottsparken av ett glest spjälstaket som låter allmänheten beskåda den på avstånd.